# Richard Bruton

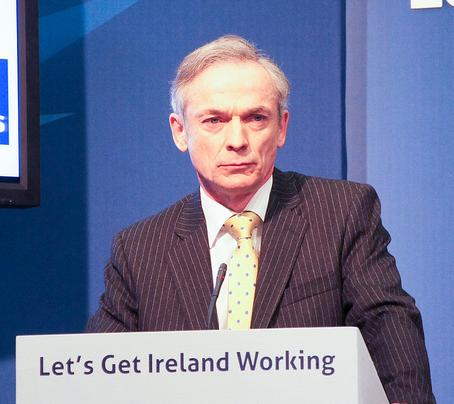
Richard Bruton (2011)

Richard Bruton (irisch Risteárd de Briotún, * 15. März 1953 in Dublin) ist ein irischer Politiker der Fine Gael.

## Biografie
Bruton studierte nach dem Schulbesuch Wirtschaftswissenschaft und war nach Beendigung des Studiums als Ökonom im öffentlichen Dienst tätig.
Seine politische Laufbahn begann er als Kandidat 1981 mit der Wahl zum Mitglied des Senats (Seanad Éireann), in dem er bis 1982 die Gruppe der Landwirtschaft vertrat. Anschließend wurde er 1982 erstmals zum Abgeordneten (Teachta Dála) gewählt und vertritt dort nach sieben Wiederwahlen seitdem den Wahlkreis Dublin North Central.
Am 23. September 1986 wurde er von Premierminister (Taoiseach) Garret FitzGerald zum Staatsminister im Ministerium für Industrie und Handel ernannt und übernahm damit bis zum Ende von FitzGeralds Amtszeit am 10. März 1987 als „Juniorminister“ sein erstes Regierungsamt.
Nach dem erneuten Wahlsieg der Fine Gael wurde er von seinem Bruder, Premierminister John Bruton, am 15. Dezember 1994 zum Minister für Unternehmen und Beschäftigung in der Regierung Bruton ernannt und behielt dieses Amt bis zum Ende von Brutons Amtszeit am 26. Juni 1997.
Nach dem katastrophalen Abschneiden der Fine Gael bei den Unterhauswahlen 2002 und dem Rücktritt des Parteivorsitzenden Michael Noonan, kandidierte er um dessen Nachfolge, unterlag jedoch Enda Kenny. Stattdessen wurde er jedoch nicht nur stellvertretender Vorsitzender der Fine Gael, sondern zugleich auch Sprecher der Opposition für Finanzpolitik. Im Rahmen einer Neugliederung der Parteiführung verlor er diese Ämter am 14. Juni 2010, wurde jedoch vom Parteivorsitzenden Enda Kenny zum Sprecher der Opposition für Unternehmen, Arbeitsplätze und Wirtschaftsplanung ernannt.
Vom 9. März 2011 bis zum 6. Mai 2016 war Bruton in der Regierung Kenny I erneut irischer Wirtschaftsminister (Minister for Jobs, Enterprise and Innovation). Anschließend war er bis zum 16. Oktober 2018 Bildungsminister (Minister for Education and Skills) und dann bis zum 27. Juni 2020 Minister für Kommunikation, Klimaschutz und Umwelt in den Regierungen Kenny II und Varadkar I.
Bei den Wahlen zum Dáil Éireann 2024 trat er nicht mehr an.